# Nederlandse kampioenschappen atletiek 1953
In 1953 werden de Nederlandse kampioenschappen atletiek gehouden op 18 en 19 juli op de sintelbaan van Sportpark Laan van Poot in Den Haag. De organisatie lag in handen van de Haagse atletiekvereniging Vlug en Lenig ter gelegenheid van haar 40-jarig bestaan. De weersomstandigheden waren redelijk goed, echter wel met een stevige bries die op sommige wedstrijden een nadelige invloed had.
Op 20 september werden op de Nenijto-baan in Rotterdam het NK op de onderdelen 200 m horden, 3000 m steeplechase en kogelslingeren gehouden.
Het NK-marathon werd op 29 augustus gehouden als onderdeel van de Internationale Marathon van Enschede.
De Nederlandse kampioenschappen tienkamp (heren) en vijfkamp (dames) werden op 29 en 30 september georganiseerd door de Rotterdamse atletiekvereniging Minerva op de Nenijto-baan.
Het Nederlands kampioenschap 50 km snelwandelen werd op 25 oktober in Amsterdam gehouden.

## Uitslagen

### 100 m
| rang   | atleet            | prestatie |
| ------ | ----------------- | --------- |
| Goud   | Hayo Rulander     | 11,4 s    |
| Zilver | Aad van Hardeveld | 11,5 s    |
| Brons  | Theo Saat         | 11,5 s    |

| rang   | atlete                 | prestatie |
| ------ | ---------------------- | --------- |
| Goud   | Puck van Duyne-Brouwer | 12,7 s    |
| Zilver | Gré de Jongh           | 13,0 s    |
| Brons  | Xenia Stad-de Jong     | 13,1 s    |

### 200 m
| rang   | atleet            | prestatie |
| ------ | ----------------- | --------- |
| Goud   | Aad van Hardeveld | 22,7 s    |
| Zilver | Hayo Rulander     | 22,8 s    |
| Brons  | Besenbruch        | 22,9 s    |

| rang   | atlete                 | prestatie |
| ------ | ---------------------- | --------- |
| Goud   | Puck van Duyne-Brouwer | 26,2 s    |
| Zilver | Gré de Jongh           | 26.4 s    |
| Brons  | Dicky van Dijk         | 26,8 s    |

### 400 m
| rang   | atleet          | prestatie |
| ------ | --------------- | --------- |
| Goud   | Chris Smildiger | 50,5 s    |
| Zilver | B. Verweij      | 50,6 s    |
| Brons  | Emile Smulders  | 51,4 s    |

### 800 m
| rang   | atleet         | prestatie |
| ------ | -------------- | --------- |
| Goud   | Jan Rem        | 1.57,0    |
| Zilver | Antoon Jonkers | 1.58,6    |
| Brons  | Peter Veltman  | 1.59,2    |

### 1500 m
| rang   | atleet        | prestatie |
| ------ | ------------- | --------- |
| Goud   | Wim Slijkhuis | 4.00,2    |
| Zilver | Wim Roovers   | 4.01,6    |
| Brons  | Co Govers     | 4.01,9    |

### 5000 m
| rang   | atleet        | prestatie |
| ------ | ------------- | --------- |
| Goud   | Jan Fekkes    | 15.16,6   |
| Zilver | Hans Huizinga | 15.24,4   |
| Brons  | Jan Keesom    | 15.32,8   |

### 10.000 m
| rang   | atleet              | prestatie |
| ------ | ------------------- | --------- |
| Goud   | Janus van der Zande | 33.09,0   |
| Zilver | J. van der Voort    | 33.19,2   |
| Brons  | D. Slegt            | 33.28,4   |

### 110 m horden/80 m horden
| rang   | atleet          | prestatie |
| ------ | --------------- | --------- |
| Goud   | Peter Nederhand | 15,8 s    |
| Zilver | Jan Parlevliet  | 16,1 s    |
| Brons  | Gerard Brocken  | 16,2 s    |

| rang   | atlete              | prestatie |
| ------ | ------------------- | --------- |
| Goud   | Fanny Blankers-Koen | 11,8 s    |
| Zilver | Willy Lust          | 12,6 s    |
| Brons  | Loes van der Meyden | 12,8 s    |

### 200 m horden
| rang   | atleet          | prestatie |
| ------ | --------------- | --------- |
| Goud   | Peter Nederhand | 24,1      |
| Zilver | Frans Buys      | 25,3      |
| Brons  | K. Schuiling    | 25,6      |

### 400 m horden
| rang   | atleet                | prestatie |
| ------ | --------------------- | --------- |
| Goud   | Gerrit van der Hoeven | 55,9 s    |
| Zilver | Frans Buijs           | 56,4 s    |
| Brons  | Jan Parlevliet        | 57,2 s    |

### 3000 m steeplechase
| rang   | atleet        | prestatie |
| ------ | ------------- | --------- |
| Goud   | Hans Huizinga | 9.52,3    |
| Zilver | F. Verhoek    | 9.53,0    |
| Brons  | Jan Vergeer   | 10.11,1   |

### Verspringen
| rang   | atleet         | prestatie |
| ------ | -------------- | --------- |
| Goud   | Henk Visser    | 7,28½ m   |
| Zilver | Gerard Wessels | 7,20 m    |
| Brons  | Tonny Mooij    | 7,18½ m   |

| rang   | atlete              | prestatie |
| ------ | ------------------- | --------- |
| Goud   | Willy Lust          | 5,91 m    |
| Zilver | Loes van der Meyden | 5,74 m    |
| Brons  | Mieke Schenk        | 5,65 m    |

### Hink-stap-springen
| rang   | atleet          | prestatie |
| ------ | --------------- | --------- |
| Goud   | Henk van Egmond | 14,41 m   |
| Zilver | H. Snippe       | 14,39 m   |
| Brons  | Anne de Jong    | 13,80 m   |

### Hoogspringen
| rang   | atleet            | prestatie |
| ------ | ----------------- | --------- |
| Goud   | Henk Visser       | 1,77 m    |
| Zilver | Ton van Druten    | 1,77 m    |
| Brons  | J. van der Meulen | 1,77 m    |

| rang   | atlete          | prestatie |
| ------ | --------------- | --------- |
| Goud   | Dini Hilbrandie | 1,51 m    |
| Zilver | Dini Hobers     | 1,41 m    |
| Brons  | Netty Molenkamp | 1,41 m    |

### Polsstokhoogspringen
| rang   | atleet       | prestatie |
| ------ | ------------ | --------- |
| Goud   | Ben Jansen   | 3,60 m    |
| Zilver | Mart Swart   | 3,60 m    |
| Brons  | F. Lagerberg | 3,50 m    |

### Kogelstoten
| rang   | atleet      | prestatie |
| ------ | ----------- | --------- |
| Goud   | Lei Derichs | 13,51½ m  |
| Zilver | Klaassens   | 13,03 m   |
| Brons  | Henk Kluft  | 12,94½ m  |

| rang   | atlete                 | prestatie |
| ------ | ---------------------- | --------- |
| Goud   | Jo van Schouwen-Cramer | 11,54½ m  |
| Zilver | Ans Gravenstijn        | 11,12½ m  |
| Brons  | Ans Panhorst-Niesink   | 10,97 m   |

### Discuswerpen
| rang   | atleet       | prestatie |
| ------ | ------------ | --------- |
| Goud   | van der Maat | 43,53 m   |
| Zilver | Joop Fikkert | 42,65 m   |
| Brons  | Lei Derichs  | 41,57½ m  |

| rang   | atlete               | prestatie |
| ------ | -------------------- | --------- |
| Goud   | Ans Panhorst-Niesink | 39,25½ m  |
| Zilver | Cor Aafjes           | 35,52½ m  |
| Brons  | Welly de Bruyn-Pasma | 35,44 m   |

### Speerwerpen
| rang   | atleet             | prestatie |
| ------ | ------------------ | --------- |
| Goud   | Nico Lutkeveld     | 61,96 m   |
| Zilver | Joop Fikkert       | 61,05 m   |
| Brons  | F. van der Heijden | 55,38 m   |

| rang   | atlete            | prestatie |
| ------ | ----------------- | --------- |
| Goud   | Fabie Snel-Muller | 37,96 m   |
| Zilver | Ans Koning        | 37,11 m   |
| Brons  | Carla Wendels     | 34,72 m   |

### Kogelslingeren
| rang   | atleet          | prestatie |
| ------ | --------------- | --------- |
| Goud   | Aad de Bruyn    | 46,22 m   |
| Zilver | J. Versteeg     | 45,29 m   |
| Brons  | J. van Lankeren | 41,01 m   |

### Tienkamp/Vijfkamp
| rang   | atleet                | prestatie |
| ------ | --------------------- | --------- |
| Goud   | Gerrit van der Hoeven | 5257 p    |
| Zilver | Joop Fikkert          | 5133 p    |
| Brons  | Jan Parlevliet        | 4750 p    |

| rang   | atlete                  | prestatie |
| ------ | ----------------------- | --------- |
| Goud   | Rikie Soepenberg-Petter | 2265 p    |
| Zilver | A. Blauw                | 2226 p    |
| Brons  | Selma Heystek           | 2107 p    |

### Marathon
| rang   | atleet              | prestatie    |
| ------ | ------------------- | ------------ |
| Goud   | Janus van der Zande | NR 2:36.12,0 |
| Zilver | Joop Overdijk       | 2:43.34,0    |
| Brons  | C. Stolker          | 2:52.11,0    |

### 50 km snelwandelen
| rang   | atleet         | prestatie |
| ------ | -------------- | --------- |
| Goud   | Jan Cijs       | 12.39.00  |
| Zilver | Ton Kluijskens | 5.19.30   |
| Brons  | C. Stolker     | 5.26.50   |

1904 · 
1908 · 
1909 · 
1910 · 
1911 · 
1912 · 
1913 · 
1914 · 
1915 · 
1917 · 
1918 · 
1919 · 
1920 · 
1921 · 
1922 · 
1923 · 
1924 · 
1925 · 
1926 · 
1927 · 
1928 · 
1929 · 
1930 · 
1931 · 
1932 · 
1933 · 
1934 · 
1935 · 
1936 · 
1937 · 
1938 · 
1939 · 
1940 · 
1941 · 
1942 · 
1943 · 
1944 · 
1946 · 
1947 · 
1948 · 
1949 · 
1950 · 
1951 · 
1952 · 
1953 · 
1954 · 
1955 · 
1956 · 
1957 · 
1958 · 
1959 · 
1960 · 
1961 · 
1962 · 
1963 · 
1964 · 
1965 · 
1966 · 
1967 · 
1968 · 
1969 · 
1970 · 
1971 · 
1972 · 
1973 · 
1974 · 
1975 · 
1976 · 
1977 · 
1978 · 
1979 · 
1980 · 
1981 · 
1982 · 
1983 · 
1984 · 
1985 · 
1986 · 
1987 · 
1988 · 
1989 · 
1990 · 
1991 · 
1992 · 
1993 · 
1994 · 
1995 · 
1996 · 
1997 · 
1998 · 
1999 · 
2000 · 
2001 · 
2002 · 
2003 · 
2004 · 
2005 · 
2006 · 
2007 · 
2008 · 
2009 · 
2010 · 
2011 · 
2012 · 
2013 · 
2014 · 
2015 · 
2016 ·
2017 ·
2018 ·
2019 ·
2020 ·
2021 ·
2022 ·
2023 ·
2024 ·
2025